# Grue kyrka

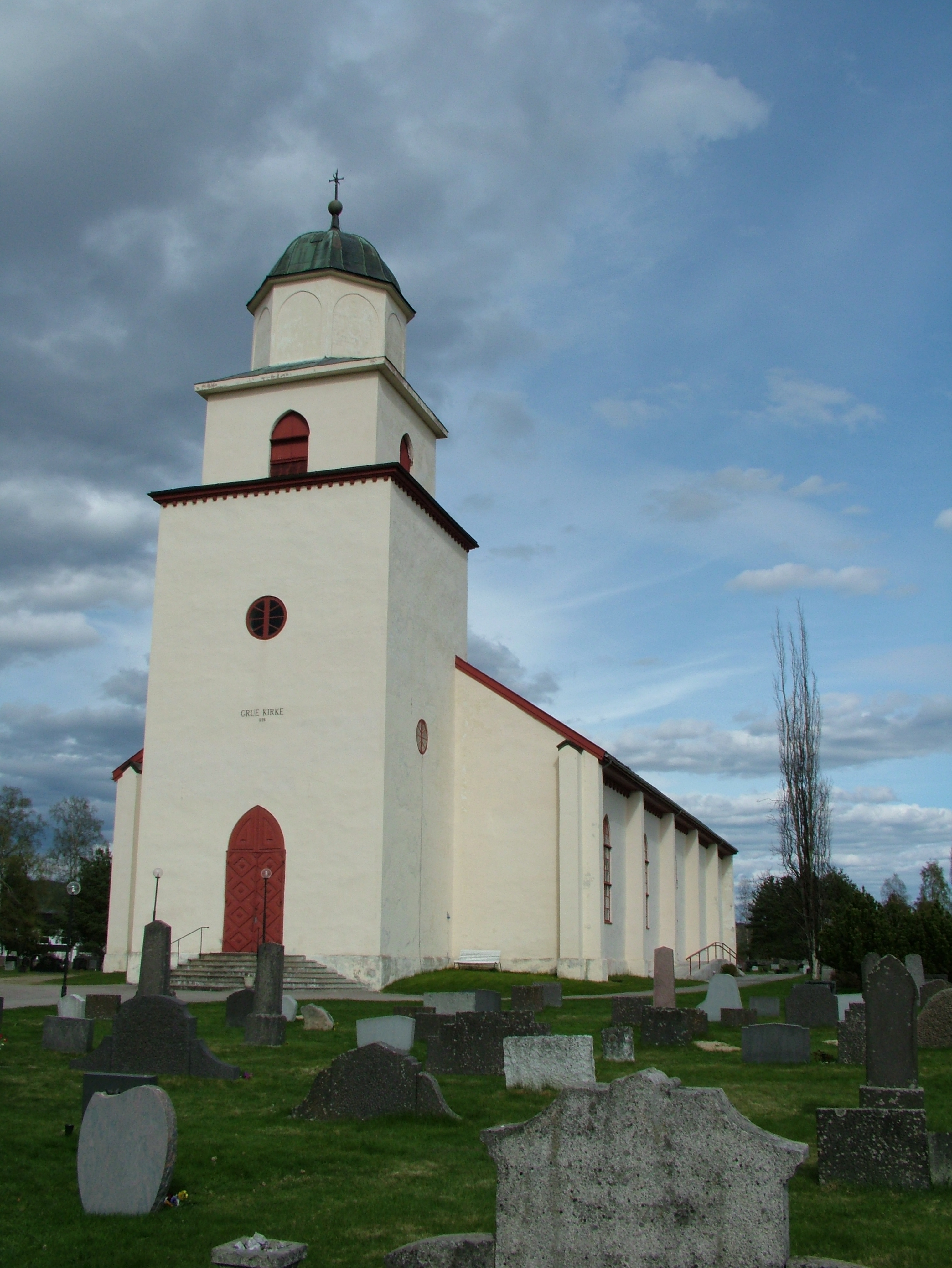
Grue kyrka

Grue kyrka är en kyrkobyggnad belägen i Grue kommun i Innlandet fylke i Norge. Den är en långkyrka uppförd i sten och har 500 sittplatser.

## Historia
I Grue fanns tidigare en annan kyrka, byggd i trä, som låg betydlig närmare floden Glommas strand. Den hotades därför av erosion, vilket ledde till att man år 1794 fick tillåtelse att riva den och ersätta den med en ny kyrka, som skulle byggas längre in i land. Tillståndet utnyttjades dock inte. Träkyrkan förstördes istället den 26 maj 1822 i en brand som utbröt under pingstgudstjänsten och krävde 113 människors liv.
Den nuvarande Grue kyrka uppfördes på den plats man hade 1794 fått lov för. Den byggdes efter ritningar av arkitekt Hans Ditlev Franciscus von Linstow och invigdes 1825. Under perioden 1975-1977 genomgick den en genomgripande restaurering.